# Tapetenwechsel – Das grosse Zügeln
Tapetenwechsel ist eine TV-Serie des Schweizer Fernsehens. In der Unterhaltungsshow werden die alten vier Wände entrümpelt, umgestaltet und neu eingerichtet. Moderatorin Susanne Kunz packt dabei mit an und gibt acht, dass sich die Ideen der Experten Andrin Schweizer und Tatjana Glemser und die Vorstellungen der Bewohner in der neu gestalteten Wohnung möglichst nahekommen. Obwohl die erste Staffel auf sehr gute Resonanz beim Publikum stiess und hohe Quoten erzielte, wurde der Sendung vom Publikumsrat des Schweizer Fernsehens vorgeworfen, zu viel Emotionen und zu wenig praktische Zügeltipps zu vermitteln.
Rund 1’500 Interessenten hatten sich für eine Teilnahme an der zweiten Staffel der Wohnsendung beim Sender beworben.
Bei der Wiederholung der Sendereihe im Jahr 2009 erzielte die TV-Serie beinahe identisch hohe Quoten wie bei der Erstausstrahlung.